# Jacques-André Boiffard
Jacques-André Boiffard (29 de julio de 1902 - 1961) fue un fotógrafo y médico francés que participó en el movimiento surrealista.
Nació en Épernon donde su padre era notario, realizó estudios de medicina y en 1924 conoció a André Breton ya que se lo presentó su amigo Pierre Naville y desde ese momento se adhirió al movimiento surrealista. En diciembre de ese año redactó junto a Paul Éluard y Roger Vitrac el prefacio del primer número de la revista La Révolution surréaliste, sin embargo pronto sintió mayor atracción por la fotografía y se hizo ayudante de Man Ray durante su aprendizaje por lo que sus colaboraciones en la revista se convirtieron en imágenes.
En 1928 ilustró con sus fotografías la novela Nadja de André Breton. Poco después fue expulsado del movimiento surreaslista al realizar unas fotos a Simone Breton. Colaboró con la revista Documents de Georges Bataille, en 1930 escribió un panfleto en contra de André Breton titulado Un cadáver.
Compartió un estudio fotográfico con Éli Lotar y al cerrarse el estudio en 1931 abandonó la práctica artística y se dedicó a la medicina.